# Skrivarstenen
Skrivarstenen med signum Sö 120, är ett runblock i Skogshall, Ärla socken och Eskilstuna kommun i Södermanland. Runblocket ligger nio meter väster om vägen som går mellan Mosstorp och Mortorp och cirka en kilometer från Mortorp. 

## Blocket
Runblocket som är ett jordfast stenblock har ristning vänd från den väg som här passerar. Enligt en sägen som finns dokumenterad i en handling från 1682, har stenens alla sidor ursprungligen varit ristade, men endast en sida återstår efter en skogsbrand som härjat i området.
En translittererad översättning av inskriftens runtext följer nedan:

## Inskriften
Translitterering av runraden:
+ fastulfʀ + sun + uiulfs + lit + hagua + stain + at + hulmkaiʀ + broþur + sin + auk + þoruar + moþur + sina + guþ + healbi + ant + þaiʀa +
Normalisering till runsvenska:
Fastulfʀ, sunn Viulfs, let haggva stæin at Holmgæiʀ, broður sinn, ok Þorvar, moður sina. Guð hialpi and þæiʀa.
Översättning till nusvenska:
Fastulv, son till Viulv, lät hugga stenen efter Holmger, sin broder, och Torvar, sin moder. Gud hjälpe deras ande.